# Ravnina
Ravnína je  eden osnovnih pojmov v geometriji, gre za ravno ploskev v trirazsežnem prostoru. Podana je z enačbo:
{\displaystyle ax+by+cz=d\,\!,}
kjer vsi koeficienti ne smejo biti enaki nič.
Ravnino lahko natanko določajo:
1. tri različne točke, ki ne ležijo na isti premici (tri nekolinearne točke) ali
2. premica in točka zunaj te premice ali
3. dve sekajoči se premici ali
4. dve različni vzporednici.